# Pagan Peak
Pagan Peak (Der Pass) è una serie televisiva tedesca-austriaca ideata da Cyrill Boss e Philipp Stennert. È ispirata alla serie danese-svedese del 2011 The Bridge - La serie originale (in originale Bron / Broen).
È la terza produzione originale di Sky Deutschland, dopo Babylon Berlin e Das Boot.
La serie ha debuttato su Sky One il 5 gennaio 2019 mentre in Italia ha esordito su Rai 4 il 22 settembre 2019.

## Trama
Su un passo di montagna, sul confine tedesco-austriaco, viene ritrovato un cadavere. Le autorità investigative tedesche inviano la giovane commissaria Ellie Stocker, per la quale questo caso rappresenta la prima grande sfida della sua carriera. Ma la sua controparte austriaca, l'ispettore cinico e meno impegnato Gedeon Winter, inizialmente mostra scarso interesse per la cooperazione.
Non appena vengono trovati altri cadaveri disposti simbolicamente, diventa chiaro che si tratta di un killer seriale. Con le sue vittime, lascia il messaggio "La stagione rossa arriva"; Esso inoltre indossa un costume che richiama i Krampus delle tradizioni tipiche della zona, quando commette i suoi delitti, col fine di terrorizzare ancor più le vittime. La pressione su Stocker e Winter per fermare l'autore degli omicidi aumenta. Nelle loro indagini, i due investigatori penetrano sempre più in profondità nelle valli oscure, nei costumi arcaici della regione e nel mondo delirante dell'assassino.

## Episodi
| Stagione         | Episodi | Prima TV originale | Prima TV Italia |
| ---------------- | ------- | ------------------ | --------------- |
| Prima stagione   | 8       | 2019               | 2019            |
| Seconda stagione | 8       | 2022               | 2022            |
| Terza stagione   | 8       | 2023               | 2023            |

## Personaggi e interpreti

### Principali
- Ellie Stocker (stagioni 1-3), interpretata da Julia Jentsch, doppiata da Domitilla D'Amico.
- Gedeon Winter (stagioni 1-3), interpretato da Nicholas Ofczarek, doppiato da Simone Mori.
- Gregor Ansbach (stagione 1), interpretato da Franz Hartwig, doppiato da Emiliano Coltorti.
- Claas Wallinger (stagione 1), interpretato da Hanno Koffler, doppiato da Roberto Gammino.
- Sebastian Brunner (stagione 1), interpretato da Lukas Miko, doppiato da Antonio Palumbo.
- Milica Andov (stagione 1), interpretata da Natasha Petrovic, doppiata da Mattea Serpelloni.
- Charles Turek (stagioni 1-3), interpretato da Lucas Gregorowicz, doppiato da Riccardo Rossi.
- Alexander "Xandi" Gössen (stagione 2), interpretato da Dominic Marcus Singer, doppiato da Gabriele Patriarca.
- Wolfgang Gössen (stagioni 2-3), interpretato da Christoph Luser, doppiato da Stefano Crescentini.
- Yela Antic (stagioni 2-3), interpretata da Franziska von Harsdorf, doppiata da Giulia Franceschetti.
- Rafael Lutz (stagione 3), interpretato da Johannes Zirner, doppiato da Marco Vivio.
- Pia Goiginger (stagione 3), interpretata da Claudia Kainberger.

### Ricorrenti
- Christian Ressler (stagioni 1-3), interpretato da Martin Feifel, doppiato da Sandro Acerbo.
- Jörg Hässmann (stagioni 1-2), interpretato da Christopher Schärf, doppiato da Francesco Pezzulli.
- Thomas Braun (stagioni 1-3), interpretato da Christian Baumann, doppiato da Roberto Certomà.
- Ben Heller (stagioni 1-3), interpretato da Matthias Hack, doppiato da Alessandro Budroni.
- Sven Rieger (stagioni 1-3), interpretato da Rony Herman
- Theresa Gössen (stagioni 2-3), interpretata da Sibylle Canonica, doppiata da Cristina Boraschi.

#### Stagione 1
- Adam Litkowski, interpretato da Julian Looman, doppiato da David Chevalier.
- Dalia Blani, interpretata da Sarah Rebellato
- Louisa Baumgartner, interpretata da Theresa Martini
- Tina Riffeser, interpretata da Brigitte Hofstatter
- Fred, interpretato da Matthias Ransberger
- Hof-Wirtin, interpretata da Susi Stach
- Wolfgang Stocker, interpretato da Ernst Stötzner
- Johanna Stadlober, interpretata da Victoria Trauttmansdorff, doppiata da Tiziana Avarista.
- Felix 'Manus' Riffeser, interpretato da David Zimmerschied
- Karim, interpretato da Kerim Waller

### Stagione 2
- Manni Krois, interpretato da Erol Nowak
- Manuel Riffeser, interpretato da Andreas Lust
- Alina Reichelt, interpretata da Gisela Aderhold
- Tom Neuner, interpretato da Ben Felipe
- Laura Berger, interpretata da Sophia Schiller
- Konstantin Vogas, interpretato da Roland Silbernagl
- Rebecca Afarid, interpretata da Gabriela Garcia Vargas
- Ben Heller, interpretato da Matthias Hack
- Oskar Maria Koschlik, interpretato da Alexander Stecher
- Tonia Roth, interpretata da Marie Sophie von Reibnitz
- Clara Sidorow, interpretata da Christina Cervenka
- Natalia Stanner, interpretata da Claudia Kottal
- Jenny, interpretata da Agnieszka Salamon
- Daniela Berger, interpretata da Gisela Salcher
- Alfons Holzmann, interpretato da Hans-Maria Darnov
- Rosalie Jonas, interpretata da Rina Juniku
- Lisa Hildebrandt, interpretata da Lisa-Maria Sommerfeld

### Stagione 3
- Nadine Hofer, interpretata da Victoria Mayer, doppiata da Maura Cenciarelli.
- Andreas Haas, interpretato da Frederic Linkemann

## Produzione

### Sviluppo
Gli sceneggiatori sono stati ispirati dalla serie dano-svedese The Bridge - La serie originale
La serie è prodotta dalla casa di produzione tedesca Wiedemann & Berg Filmproduktion e quella austriaca Epo-Film. La produzione è stata sostenuta dal FilmFernsehFonds Bayern, dal fondo televisivo austriaco, dal fondo cinematografico dello stato di Salisburgo, dalla CINESTYRIA Film Commission and Funds e dalla Film Commission Graz.

### Riprese

#### Prima stagione
Le riprese della prima stagione si sono svolte da novembre 2017 ad aprile 2018 in Germania e Austria. È stato girato, tra gli altri, a Bad Gastein, Berchtesgaden, Graz, Vienna e Grundlsee, nonché a Sportgastein.

#### Seconda stagione
La lavorazione della seconda stagione avrebbe dovuto iniziare nel gennaio 2020, tuttavia, è stata posticipata dalle restrizioni causate dalla pandemia di COVID-19 e ripresa nell'aprile seguente continuando fino al dicembre 2020.

### Rinnovi
Il 20 febbraio 2019, è stata rinnovata per una seconda stagione.

## Anteprime
- Mondiale: 21 settembre 2018 al Tribeca-TV-Festival[10]
- Austria: 15 gennaio 2019 a Vienna[2][11]
- Germania: 16 gennaio 2019 nel Gloria Palace a Monaco di Baviera[4]

## Distribuzione
La prima stagione ha debuttato a pagamento su Sky One dal 25 gennaio 2019, mentre in chiaro è andata in onda su ZDF dal 1º dicembre 2019. La seconda stagione è iniziata il 21 gennaio 2022 su Sky One e ZDF.
La terza e ultima stagione è stata trasmessa su Sky One dal 4 maggio al 15 giugno 2023.
In Italia, la prima stagione ha esordito su Rai 4 il 22 settembre 2019. La seconda stagione è andata in onda su Sky Investigation dal 7 luglio 2022 mentre la terza su Sky Atlantic dal 28 giugno 19 luglio 2023.

## Accoglienza

### Critica
Anna-Maria Wallner ha scritto sul quotidiano Die Presse che «dopo il primo episodio è stata dissipata la paura che la serie potesse essere troppo lunga, con cliché e differenze di mentalità tedesco-austriaca. Coraggioso e piuttosto insolito è il modo narrativo, in cui lo spettatore impara subito chi è l'assassino. Il fatto che la tensione possa ancora reggere è principalmente dovuto alle immagini sorprendentemente forti e alla tonalità scura. La prima scena ricorda la tragedia dei rifugiati a Parndorf del 2015».

### Riconoscimenti
- 2019 - Goldene Kamera[17][18]
  - Miglior serie
  - Candidatura per il miglior attore a Nicholas Ofczarek
- 2019 - Romyverleihung[19][20]
  - Miglior serie televisiva
  - Miglior produzione a Quirin Berg, Max Wiedemann, Dieter Pochlatko e Jakob Pochlatko
- 2019 - Bayerischer Fernsehpreis[21]
  - Candidatura per il miglior attore a Nicholas Ofczarek